# Chlorozancla falcatus
Chlorozancla falcatus is een vlinder uit de familie van de spanners (Geometridae). De wetenschappelijke naam werd gepubliceerd in 1895 door Hampson.